# Grease 2
Grease 2 (no Brasil, Grease 2 – Os Tempos da Brilhantina Voltaram) é um filme americano de 1982, continuação do musical de grande sucesso nos cinemas, Grease (Grease – Nos Tempos da Brilhantina), de 1978), estrelado por John Travolta e Olivia Newton-John.
Esta continuação é protagonizada por Michelle Pfeiffer e Maxwell Caulfield, dirigidos pela estreante Patricia Birch - que também atua na área de coreografias. Michelle Pfeiffer, em início de carreira, interpreta a uma líder de torcida que sonha em ter como namorado um motoqueiro, mas é um aluno novato da Inglaterra quem se apaixona por ela e fará de tudo para conquistá-la.

## Elenco
- Maxwell Caulfield ... Michael Carrington
- Michelle Pfeiffer .. Stephanie Zinone

The Pink Ladies
- Lorna Luft ... Paulette Rebchuck
- Maureen Teefy ... Sharon Cooper
- Alison Price ... Rhonda Ritter
- Pamela Segall ... Dolores Rebchuck

The T-Birds
- Adrian Zmed ... Johnny Nogerelli
- Peter Frechette ... Louis DiMucci
- Christopher McDonald ... Goose McKenzie
- Leif Green ... Davey Jaworski

Retornando do filme original Grease
- Didi Conn ... Frenchy
- Eddie Deezen ... Eugene Felsnic
- Eve Arden ... Principal McGee
- Sid Caesar ... Coach Calhoun
- Dody Goodman ... Blanche Hodel
- Dennis C. Stewart ... Balmudo (apareceu no 1º filme como Leo)
- Dick Patterson ... Mr. Spears (apareceu no 1º filme como Mr. Rudie)
- Jeff Conaway...Keneckie

Restante do elenco de apoio
- Tab Hunter ... Mr. Stuart
- Connie Stevens ... Miss Yvette Mason
- Jean Sagal e Liz Sagal ... Sorority girls
- Matt Lattanzi .. Brad

## Números musicais
1. "Back to School Again" – Cast, The Four Tops
2. "Score Tonight" – Elenco
3. "Brad" – Sorority girls
4. "Cool Rider" – Stephanie
5. "Reproduction" - Mr. Stuart, Elenco
6. "Who's That Guy?" – Michael, T-Birds, Pink Ladies, Cycle Lords, Cast
7. "Do It for Our Country" – Louis, Sharon (Sharon's part is absent from the soundtrack)
8. "Prowlin'" – Johnny, T-Birds
9. "Charades" – Michael
10. "Girl for All Seasons" – Sharon, Paulette, Rhonda, Stephanie
11. "(Love Will) Turn Back the Hands of Time" – Stephanie, Michael
12. "Rock-a-Hula Luau (Summer Is Coming)" – Elenco
13. "We'll Be Together" – Michael, Stephanie, Johnny, Paulette, Cast

Também tocada como música de fundo na pista de boliche...
1. "Our Day Will Come" – Ruby & The Romantics (Anachronism error: Grease 2 takes place in 1961, "Our Day Will Come" did not come out until 1963)
2. "Rebel Walk" – Duane Eddy (This was the B-side of his biggest hit "Because They're Young")

Também tocada no início...
1. "Alma Mater" – Instrumental (this song was played at the beginning when Principal McGee and Blanche put up the 1961 Rydell flag)

## Prêmios
Grease 2 recebeu duas indicações ao Young Artist Awards de 1983, nas categorias de Melhor Filme Familiar - Animação, Musical ou Fantasia e para Melhor Atriz Jovem em Cinema - Michelle Pfeiffer.